# Sluneční vařič

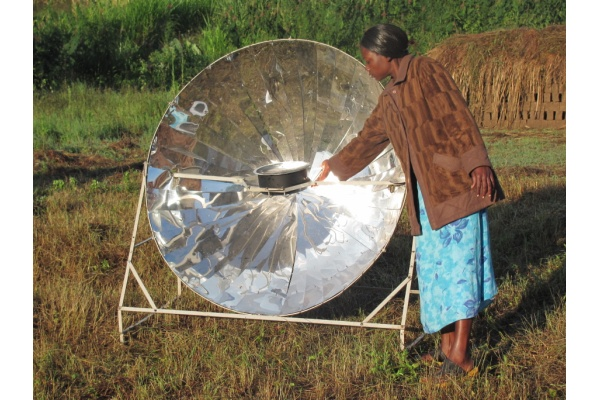
Parabolický sluneční vařič - typ SK14

Sluneční vařič je zařízení sloužící k vaření a pečení pokrmů nebo k pasterizaci vody. Princip slunečního vařiče spočívá v odrazu slunečních paprsků na nádobu s pokrmem nebo vodou, přičemž nádoba se slunečním zářením zahřívá. Existuje více typů slunečních vařičů. Nejběžnější jsou vařiče panelové, krabicové a parabolické. Sluneční vařiče lze rozdělit na přímé, které soustředí paprsky přímo na černý hrnec, a nepřímé, které dopravují teplo od absorbéru k potravinám prostřednictvím kapalného média. Vařiče akumulační umožňují pokračovat ve vaření při zatažené obloze nebo po setmění. Existují i vařiče hybridní, které při nepříznivém počasí dohřívají potraviny z jiného zdroje (obvykle elektricky, ale lze použít např. i LPG).

## Historie
K průkopníkům slunečních vaření patřili Ehrenfried Walther von Tschirnhaus, Horace-Bénédict de Saussure, John Frederick William Herschel, Auguste Mouchot, Charles Geeley Abbot a Maria Telkes. V současnosti jsou sluneční vařiče chápány především jako zařízení vhodné pro chudé lidi v rozvojových zemích. Velice aktivní v propagaci slunečních vařičů je americká nezisková organizace Solar Cookers International.

## Testování slunečních vařičů
Pro porovnávání výkonu slunečních vařičů lze použít americký standard ASAE S580.1-2013, který je založen na rychlosti ohřevu vody za stanovených podmínek. Ve vědeckém tisku je využíván převážně indický standard IS 13429-3 (2000), který nejlépe umožňuje studovat vlastnosti krabicových vařičů. Sluneční vařiče uplatňují jednoduché fyzikální principy a jsou proto vhodnou pomůckou pro vyučování fyzice na všech stupních škol.